# 贝库尔
贝库尔（法語：Bécourt，法語發音：[bekuʁ]）是法国上法蘭西大區加来海峡省的一个市镇，属于蒙特勒伊区。

## 地理
贝库尔（50°38'15"N, 1°54'37"E）面积6.03 平方千米，位于法国上法蘭西大區加来海峡省，该省份为法国北部沿海省份，西北濒北海，南至索姆省，东临北部省。
与贝库尔接壤的市镇（或旧市镇、城区）包括：旧穆捷、圣马丹绍凯勒、桑莱克、佐特、布尔特、库尔塞、杜多维尔。
贝库尔的时区为UTC+01:00、UTC+02:00（夏令时）。

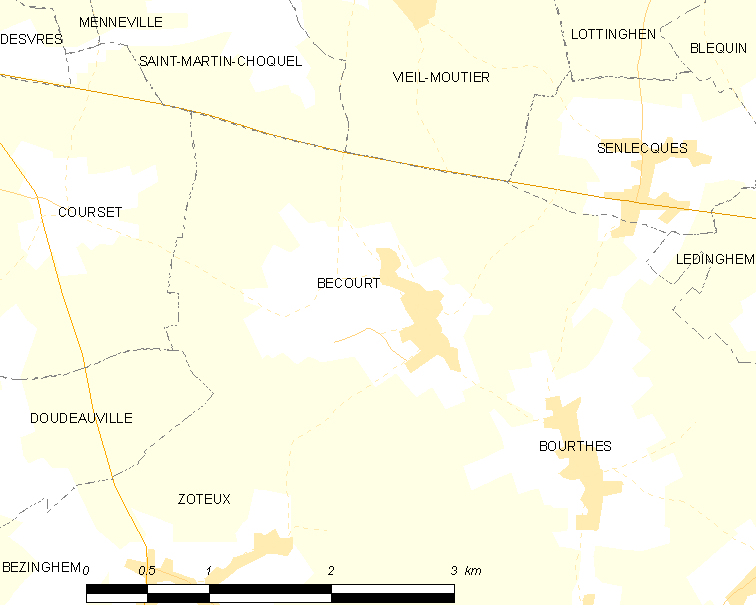
贝库尔的OSM定位图

## 行政
贝库尔的邮政编码为62240，INSEE市镇编码为62102。

## 政治
贝库尔所属的省级选区为兰布尔县。

## 人口

1962-2008年间贝库尔人口变化图示

贝库尔于2022年1月1日时的人口数量为281人。